# Do You Want More?!!!??!
Do You Want More?!!!??! è il secondo album in studio del gruppo musicale statunitense The Roots, pubblicato il 17 gennaio 1995 per la DGC Records.
| Recensione                    | Giudizio |
| ----------------------------- | -------- |
| AllMusic                      | [ 2 ]    |
| Chicago Tribune               | [ 3 ]    |
| Encyclopedia of Popular Music | [ 4 ]    |
| Entertainment Weekly          | A        |
| NME                           | 7/10     |
| Philadelphia Daily News       | [ 7 ]    |
| The Rolling Stone Album Guide | [ 8 ]    |
| The Source                    | 4/5      |
| Spin                          | [ 10 ]   |

## Tracce
1. Intro/There's Something Goin' On – 1:18
2. Proceed – 4:35
3. Distortion to Static – 4:18
4. Mellow My Man – 4:41
5. I Remain Calm – 4:08
6. Datskat – 3:40
7. Lazy Afternoon – 5:06
8. ? Vs. Rahzel – 3:18
9. Do You Want More?!!??! – 3:21
10. What Goes On, Pt. 7 – 5:32
11. Essaywhuman?!!!??! – 5:00
12. Swept Away – 3:50
13. You Ain't Fly – 4:42
14. Silent Treatment – 6:52
15. Lesson, Pt. 1 – 5:12
16. Unlocking – 8:10

Durata totale: 73:43

## Classifiche
| Classifica (1995)         | Posizione massima |
| ------------------------- | ----------------- |
| Stati Uniti               | 104               |
| US Top R&B/Hip-Hop Albums | 22                |